# Supersonic Years
 Supersonic Years: The Seventies Singles Box Set — сборник синглов виниловых дисков Black Sabbath, записанных во времена «Эры Осборна» выпущенный компанией Warner Bros. Records в 2018 году ограниченным тиражом.

## О сборнике
Сборник представляет собой собрание синглов хэви-метал группы Black Sabbath с первым вокалистом группы Оззи Осборном, который был уволен из группы в 1979 году после завершения турне в поддержку Never Say Die! и охватывает период 1970—1979 годов. Сборник выпущен на 7" дисках.
Сборник состоит из десяти дисков и включает в себя пять редких песен отличающихся от альбомной версии: Iron Man / Sabbath Bloody Sabbath / Am I Go Insane (Radio) / Hard Road / Symptom of the Universe

## Состав сборника
CD
| №                   | Название                                              | Длительность |
| ------------------- | ----------------------------------------------------- | ------------ |
| 1.                  | «Evil Woman (Don't Play Your Games With Me)»          | 3:21         |
| 2.                  | «Wicked World»                                        | 4:43         |
| 3.                  | «Paranoid»                                            | 2:46         |
| 4.                  | «The Wizard»                                          | 4:20         |
| 5.                  | «Iron Man (Версия с сингла)»                          | 3:28         |
| 6.                  | «Electric Funeral»                                    | 4:48         |
| 7.                  | «Tomorrow's Dream»                                    | 3:06         |
| 8.                  | «Laguna Sunrise»                                      | 2:49         |
| 9.                  | «Sabbath, Bloody Sabbath (Редактированная версия)»    | 3:33         |
| 10.                 | «Changes»                                             | 4:40         |
| 11.                 | «Am I Going Isane (Radio) (Версия с сингла)»          | 3:27         |
| 12.                 | «Hole In The Sky»                                     | 3:59         |
| 13.                 | «Gypsy»                                               | 5:07         |
| 14.                 | «She's Gone»                                          | 4:49         |
| 15.                 | «It's Alright»                                        | 3:57         |
| 16.                 | «Rock 'N' Roll Doctor»                                | 3:23         |
| 17.                 | «Never Say Die»                                       | 3:47         |
| 18.                 | «She's Gone»                                          | 4:49         |
| 19.                 | «Hard Road (Версия с сингла)»                         | 4:37         |
| 20.                 | «Symptom Of The Universe (Версия с немецкого сингла)» | 4:13         |
| Общая длительность: | Общая длительность:                                   | 79:42        |

## Участники записи
- Оззи Осборн — вокал
- Тони Айомми — гитара
- Гизер Батлер — бас
- Билл Уорд — ударные